# Марсело Аревало
Марсело Аревало Гонсалес — сальвадорський тенісист, що спеціалізується на парній грі, чемпіон Франції 2022 року в чоловічому парному розряді. 

## Фінали турнірів Великого шолома

### Парний розряд: 2 (2 титули)
| Результат | Рік  | Турнір          | Поверхня | Партнер         | Супротивники                    | Рахунок                 |
| --------- | ---- | --------------- | -------- | --------------- | ------------------------------- | ----------------------- |
| Перемога  | 2022 | French Open     | Ґрунт    | Жан-Жульєн Роєр | Іван Додіг Остін Крайчек        | 6–7(4–7), 7–6(7–5), 6–3 |
| Перемога  | 2024 | French Open (2) | Ґрунт    | Мате Павич      | Сімоне Болеллі Андреа Вавассорі | 7–5, 6–3                |

### Мікст: 1 (0 титулів)
| Результат | Рік  | Турнір  | Поверхня | Партнер         | Супротивники                | Рахунок  |
| --------- | ---- | ------- | -------- | --------------- | --------------------------- | -------- |
| Поразка   | 2021 | US Open | Хард     | Джуліана Ольмос | Дезіре Кравчик Джо Солсбері | 5–7, 2–6 |

## Чемпіонати закінчення сезону

### Парний розряд: 1 (1 поразка)
| Результат | Рік  | Турнір           | Покриття   | Партнер    | Опоненти             | Рахунок            |
| --------- | ---- | ---------------- | ---------- | ---------- | -------------------- | ------------------ |
| Поразка   | 2024 | Фінал ATP, Turin | Тверде (i) | Мате Павич | Кевін Кравіц Тім Пюц | 6–7(5–7), 6–7(6–8) |

## Фінали Мастерс 1000

### Парний розряд: 5 (4 титули, 1 поразка)
| Результат | Рік      | Турнір             | Покриття | Партнер         | Опоненти                            | Рахунок       |
| --------- | -------- | ------------------ | -------- | --------------- | ----------------------------------- | ------------- |
| Перемога  | 2023     | Мастерс Канада     | Тверде   | Жан-Жульєн Роєр | Ражів Рам Джо Солсбері              | 6–3, 6–1      |
| Поразка   | 2024     | Мастерс Рим        | Ґрунт    | Мате Павич      | Марсель Гранольєрс Орасіо Себальйос | 2–6, 2–6      |
| Перемога  | 2024     | Мастерс Цинциннаті | Тверде   | Мате Павич      | Маккензі Макдоналд Алекс Мікелсен   | 6–2, 6–4      |
| Перемога  | 2025     | Indian Wells Open  | Тверде   | Мате Павич      | Себастьян Корда Джордан Томпсон     | 6–3, 6–4      |
| Перемога  | Бер 2025 | Miami Open         | Тверде   | Мате Павич      | Джуліан Кеш Ллойд Ґласспул          | 7–6(7–3), 6–3 |

## Фінали турнірів ATP

### Парний розряд: 23 (16 титулів, 7 поразок)
| Легенда                           |
| --------------------------------- |
| Турніри Великого шолома (2–0)     |
| ATP World Tour Фінали (0–1)       |
| ATP World Tour Masters 1000 (5–2) |
| ATP World Tour 500 Series (0–1)   |
| ATP World Tour 250 Series (9–3)   |

| Фінали за покриттям |
| ------------------- |
| Тверде (12–2)       |
| Ґрунт (4–3)         |
| Трава (0–2)         |

| Фінали за умовами |
| ----------------- |
| Outdoor (14–6)    |
| Indoor (2–1)      |

| Результат | В-П  | Дата     | Турнір                                        | Tier             | Покриття    | Партнер                  | Опоненти                                           | Рахунок                  |
| --------- | ---- | -------- | --------------------------------------------- | ---------------- | ----------- | ------------------------ | -------------------------------------------------- | ------------------------ |
| Поразка   | 0–1  | Лип 2018 | Hall of Fame Open, США                        | 250 Series       | Трава       | Мігель Ангел Реєс-Варела | Джонатан Ерліх Артем Сітак                         | 1–6, 2–6                 |
| Перемога  | 1–1  | Сер 2018 | Los Cabos Open, Мексика                       | 250 Series       | Тверде      | Мігель Ангел Реєс-Варела | Тейлор Фріц Танасі Коккінакіс                      | 6–4, 6–4                 |
| Поразка   | 1–2  | Лип 2019 | Hall of Fame Championships, США               | 250 Series       | Трава       | Мігель Ангел Реєс-Варела | Марсель Гранольєрс Сергій Стаховський              | 7–6(12–10), 4–6, [11–13] |
| Поразка   | 1–3  | Лют 2020 | Chile Open, Чилі                              | 250 Series       | Ґрунт       | Джонні О'Мара            | Роберто Карбальєс Баена Алехандро Давидович Фокіна | 6–7(3–7), 1–6            |
| Перемога  | 2–3  | Сер 2021 | Winston-Salem Open, США                       | 250 Series       | Тверде      | Матве Мідделкоп          | Іван Додіг Остін Крайчек                           | 6–7(5–7), 7–5, [10–6]    |
| Перемога  | 3–3  | Лют 2022 | Dallas Open, США                              | 250 Series       | Тверде (i)  | Жан-Жульєн Роєр          | Ллойд Ґласспул Гаррі Геліоваара                    | 7–6(7–4), 6–4            |
| Перемога  | 4–3  | Лют 2022 | Delray Beach Open, США                        | 250 Series       | Тверде      | Жан-Жульєн Роєр          | Олександр Недовєсов Айсам-уль-Хак Куреші           | 6–2, 6–7(5–7), [10–4]    |
| Поразка   | 4–4  | Лют 2022 | Abierto Mexicano TELCEL, Мексика              | 500 Series       | Тверде      | Жан-Жульєн Роєр          | Фелісіано Лопес Стефанос Ціціпас                   | 5–7, 4–6                 |
| Перемога  | 5–4  | Чер 2022 | Відкритий чемпіонат Франції з тенісу, Франція | Grand Slam       | Ґрунт       | Жан-Жульєн Роєр          | Іван Додіг Аустін Крайчек                          | 6–7(4–7), 7–6(7–5), 6–3  |
| Перемога  | 6–4  | Жов 2022 | Stockholm Open, Швеція                        | 250 Series       | Тверде (i)  | Жан-Жульєн Роєр          | Ллойд Ґласспул Гаррі Геліоваара                    | 6–3, 6–3                 |
| Перемога  | 7–4  | Січ 2023 | Adelaide International, Австралія             | 250 Series       | Тверде      | Жан-Жульєн Роєр          | Іван Додіг Аустін Крайчек                          | Walkover                 |
| Перемога  | 8–4  | Лют 2023 | Delray Beach Open, США (2)                    | 250 Series       | Тверде      | Жан-Жульєн Роєр          | Рінкі Хіджіката Різ Сталдер                        | 6–3, 6–4                 |
| Перемога  | 9–4  | Сер 2023 | Мастерс Канада, Канада                        | Masters 1000     | Тверде      | Жан-Жульєн Роєр          | Ражів Рам Джо Солсбері                             | 6–3, 6–1                 |
| Перемога  | 10–4 | Січ 2024 | Hong Kong Tennis Open, КНР                    | 250 Series       | Тверде      | Мате Павич               | Сандер Жіє Йоран Вліґен                            | 7–6(7–3), 6–4            |
| Поразка   | 10–5 | Тра 2024 | Мастерс Рим, Італія                           | Masters 1000     | Ґрунт       | Мате Павич               | Марсель Гранольєрс Орасіо Себальйос                | 2–6, 2–6                 |
| Перемога  | 11–5 | Тра 2024 | Geneva Open, Швейцарія                        | 250 Series       | Ґрунт       | Мате Павич               | Жан-Жульєн Роєр Ллойд Ґласспул                     | 7–6(7–2), 7–5            |
| Перемога  | 12–5 | Чер 2024 | French Open, Франція (2)                      | Grand Slam       | Ґрунт       | Мате Павич               | Сімоне Болеллі Андреа Вавассорі                    | 7–5, 6–3                 |
| Перемога  | 13–5 | Сер 2024 | Мастерс Цинциннаті, США                       | Masters 1000     | Тверде      | Мате Павич               | Маккензі Макдоналд Алекс Мікелсен                  | 6–2, 6–4                 |
| Поразка   | 13–6 | Лис 2024 | Фінал ATP, Італія                             | Tour Фінали      | Тверде (i)  | Мате Павич               | Кевін Кравіц Тім Пюц                               | 6–7(5–7), 6–7(6–8)       |
| Перемога  | 14–6 | Бер 2025 | Indian Wells Open, США                        | Masters 1000     | Тверде      | Мате Павич               | Себастьян Корда Джордан Томпсон                    | 6–3, 6–4                 |
| Перемога  | 15–6 | Бер 2025 | Miami Open                                    | ATP Masters 1000 | Тверде      | Мате Павич               | Джуліан Кеш Ллойд Ґласспул                         | 7–6(7–3), 6–3            |
| Поразка   | 15–7 | Кві 2025 | Mutua Madrid Open                             | ATP 1000         | Ґрунт (red) | Мате Павич               | Марсель Гранольєрс Орасіо Себальйос                | 6–4, 6–4                 |
| Перемога  | 16–7 | Тра 2025 | Italian Open                                  | ATP 1000         | Ґрунт (red) | Мате Павич               | Садіо Думбія Фаб'єн Ребуль                         | 6–4, 6–7(6–8), [13–11]   |